# Port lotniczy Salt Lake City
Port lotniczy Salt Lake City (IATA: SLC, ICAO: KSLC) – międzynarodowy port lotniczy położony 4 km na zachód od Salt Lake City, w stanie Utah, w Stanach Zjednoczonych.